# Latino (pel·lícula)
Latino és una pel·lícula de guerra estatunidenca de 1985 dirigida per Haskell Wexler. Es va projectar a la secció Un Certain Regard al 38è Festival Internacional de Cinema de Canes.

## Argument
Al començament dels vuitanta, Eddie Guerrero (Robert Beltran), un veterà de la guerra de Vietnam d'ascendència mexicana, decideix prosseguir la seva activitat militar en primera línia de combat entrant a formar part d'una unitat especial estatunidenca que opera secretament a la Frontera entre Hondures i Nicaragua. La missió d'aquesta unitat especial és la d'entrenar a la Contra, un exèrcit format per mercenaris, en la seva immensa majoria llatinoamericans, creat ex profeso amb els fons que els procura la CIA. El dilema es planteja per a Eddie quan se li notifica que el pare de Marlena (Annette Charles), una enginyera agrònoma d'origen nicaragüenc a la qual se sent vinculat afectivament, és assassinat per la Contra. Desesperada per l'esdevingut, Marlena s'afanya a tornar al seu país al costat del seu fill de set anys. En la seva absència, Eddie comença a qüestionar-se la raó de la seva comesa com a oficial d'unes forces especials que, entre altres coses, col·laboren amb uns mercenaris disposats a sembrar el terror entre els pagesos del lloc.

## Repartiment
- Robert Beltran com a Eddie Guerrero
- Annette Charles com a Marlena (com a Annette Cardona)
- Américo González com el pare de Malena
- Michael Goodwin com a Becket
- Ricardo López com Attila
- Gavin MacFadyen com el Major Metcalf
- Walter Marín com a Gilberto
- Julio Medina com a Salazar
- Juan Carlos Ortiz com el fill de Marlena
- Tony Plana com a Ruben
- Luis Torrentes com a Luis